# Iacob Iacobovici
Iacob Iacobovici (n. 18 noiembrie 1879, sat Costești, județul Botoșani - d. 29 octombrie 1959, București) a fost un medic chirurg român, profesor la Facultatea de Medicină din Cluj și la cea din București. Iacobovici este unul dintre fondatorii Facultății de Medicină din Cluj. A adus contribuții de seamă în chirurgia ulcerului duodenal nerezecabil, în chirurgia de război, în arteriologia fetală, în arteriologia chirurgicală, în chirurgia litiazei biliare, în fiziologia paratiroidelor etc. A preconizat și a introdus în practică operația de rezecție concomitentă a coastei întâi și a nervului frenic, operație care îi poartă numele - „operația Iacobovici”.

## Distincții
- titlul de „Medic Emerit al Republicii Populare Romîne” (5 august 1954) „pentru merite excepționale și realizări deosebite în domeniul ocrotirii sănătății oamenilor muncii”[2]